# Лобанівка (селище)
Лоба́нівка — селище Шахтарської міської громади Горлівського району Донецької області, Україна. Населення становить 24 осіб.

## Географія
Селище розташоване на річці Вільховій. Відстань до райцентру становить близько 7 км і проходить переважно автошляхом місцевого значення.

## Населення
За даними перепису 2001 року населення селища становило 24 особи, з них 16,67 % зазначили рідною мову українську та 83,33 %— російську.